# Le Destin de l'assassin
Le Destin de l'assassin est un roman de fantasy écrit par Robin Hobb. Traduction française de la seconde moitié du livre original Assassin's Fate publié en 2017, il est publié en français le 21 mars 2018 aux éditions Pygmalion et constitue le sixième et dernier tome du troisième cycle de L'Assassin royal.

## Résumé
Dwalia, Vindeliar et Abeille arrivent sur l'île de Clerres. Dwalia parvient à obtenir une entrevue avec les Quatre, deux hommes, Coultrie et Fellodi, et deux femmes, Symphe et Capra, dirigeant la communauté des Blancs. Elle leur retrace son parcours et tente de les persuader qu'Abeille est bien le « fils inattendu ». Mais Capra, la plus âgée, s'en prend aux trois autres, leur reprochant de s'être ligués contre elle dans le passé et d'avoir libéré Bien-Aimé puis d'avoir envoyé Dwalia sur ses traces. Après cet entretien, Abeille est enfermée dans une cellule possédant quatre serrures et ne pouvant être ouverte qu'avec les clés que chacun des Quatre possède. Mais deux nuits après son incarcération, Symphe vient la récupérer, ayant en sa possession une copie des clés de Capra, Coultrie et Fellodi. Elle l'emmène dans une cellule de torture où elle y retrouve Dwalia et Vindeliar. Ayant réussi à se procurer de l'essence de serpent, elle veut en donner à Vindeliar afin d'augmenter temporairement son pouvoir de l'esprit et ainsi forcer Abeille à leur dévoiler tout ce qu'elle sait. Mais Abeille parvient à renverser sur Symphe l'huile de la grosse lampe que cette dernière lui fait porter puis à y mettre le feu. Les vêtements de Symphe ainsi que ses cheveux s'enflamment. Le tube en verre contenant l'essence de serpent se brise alors sur le sol et Abeille se blesse les pieds dessus. De l'essence pénètre alors dans son corps et décuple le pouvoir de son Art avec une autre magie, lui permettant de sentir les futurs immédiats possibles, de discerner lequel peut être le meilleur pour elle ainsi que les actions à mener pour y accéder. Alors que Symphe est en train de mourir de ses brûlures, Abeille pénètre l'esprit de Dwalia et lui ordonne tout simplement de mourir. Elle quitte ensuite la cellule de torture en ayant pris soin de récupérer les clés de Symphe, laissant Vindeliar vivant mais attaché, sans savoir que ce dernier a réussi à récupérer un peu d'essence de serpent après que le tube se soit brisé. Elle rejoint sa précédente cellule dont elle referme la porte avec les clés de Symphe.
En parallèle, la vivenef Parangon arrive à Clerres en fin de journée avec à son bord FitzChevalerie, Ambre, Lant, Persévérance et Braise. Alors que le débarquement n'est prévu que le lendemain, Ambre plonge ses compagnons dans un profond sommeil en ajoutant un somnifère à la tisane qu'elle leur fait boire. Elle en profile alors pour se joindre à quelques matelots qui se rendent sur l'île, emportant avec elle un tube d'Argent et la cape papillon qui lui permet de se rendre quasi-invisible. Elle pénètre dans le château sous les traits de Bien-Aimé et grâce à sa cape, parvient à tuer le garde protégeant les cellules d'Abeille et de Prilkop. Rattrapé par les gardes menés par Capra et Fellodi, Bien-Aimé parvient à blesser Capra avant de se faire capturer. Il est alors emmené aux cellules de tortures souterraines en compagnie de Prilkop.
Abeille reçoit la visite de la corneille Bigarrée qui lui parle de Persévérance. Reprenant espoir, Abeille se décide à quitter sa cellule. Elle met peu à peu le feu à toutes les bibliothèques qu'elle croise, détruisant ainsi des milliers de parchemins décrivant les rêves des Blancs. En parallèle, Fitz, Lant, Persévérance et Braise quittent le navire et décident de s'introduire dans le château de Clerres en passant par un boyau d'évacuation des eaux usées, qui se déversent en mer. Ils accèdent ainsi aux cellules de torture situées dans les niveaux les plus bas et y découvrent le Fou. Ils se rendent ensuite dans les étages supérieurs et délivrent Prilkop puis trouvent enfin Abeille. Ils sont ensuite attaqués par Vindeliar, Coultrie, Fellodi ainsi que plusieurs gardes. Persévérance, insensible au pouvoir de Vindeliar, parvient à le tuer, ainsi que Coultrie, tandis qu'Abeille blesse Fellodi de plusieurs coups de couteau. Le groupe tente ensuite de quitter le château par un passage secret souterrain à moitié inondé. Une explosion d'un sac de poudre due à la chaleur de l'incendie fait tomber une poutre sur Fitz, le blessant très sérieusement et l'empêchant de se dégager alors que la mer monte. Fitz choisit alors de transférer au Fou ses dernières forces en utilisant l'Art, afin qu'il recouvre toute sa vigueur ainsi que la vue pour qu'il puisse s'occuper Abeille. Alors que Fitz est mourant, le Fou, Abeille, Persévérance, Lant et Braise parviennent à s'échapper et à se rendre au port puis sur Parangon. Le bateau est ensuite attaqué et incendié par des villageois de Clerres. Abeille récupère un flacon d'Argent dans les affaires de son père et le donne à Gamin Trellvestrit et Parangon Akennit Ludchance. Gamin et Akennit affrontent les flammes pour essayer de donner l'Argent à la figure de proue. Gamin est sévèrement brûlé tandis qu'Akennit meurt en y parvenant. Paragon se transforme alors en deux petits dragons tandis qu'une partie du navire coule entraînant avec lui ceux qui n'ont pas eu le temps de s'échapper en chaloupes. Les deux dragons attaquent le château et commencent à le détruire, bientôt rejoints par Glasfeu, Tintaglia et Gringalette. Une fois fait, les dragons repartent, alors que la vivenef Vivacia fraîchement arrivée récupère les survivants puis repart. Au grand désespoir de Braise, Lant n'en fait pas partie, même si nul ne retrouve son corps. Abeille se découvre des pouvoirs de guérisseuse et en fait profiter Gamin pour atténuer ses brûlures.
Dans le passage souterrain sous le château, Fitz se réveille. Ses capacités de guérison ont fait office et if a recouvré un peu de force, même s'il est toujours bloqué par une poutre. Le cube des Anciens qui se trouve dans son sac à dos chauffe tellement qu'il fait exploser le tube d'Argent en sa possession. L'Argent se répand sur Fitz, augmentant son pouvoir d'Art et lui donnant de nouvelles capacités à contrôler la matière par le toucher. Il réussit ainsi à déplacer la poutre et à s'extirper du souterrain. Dehors, il croise Prilkop resté sur l'île puis la corneille Bigarrée ayant apparemment manqué le départ de Vivacia. En sa compagnie, Fitz traverse l'île jusqu'à un port dans lequel il persuade grâce à sa nouvelle puissance d'Art un capitaine de le prendre comme passager à destination de Furnich, un port situé près d'une cité Ancienne en ruine. Après une dizaine de jours de navigation, Fitz débarque à Furnich et se met en quête d'un pilier d'Art afin de se rendre à Kelsingra. Durant ses recherches, il se fait attaquer par cinq brigands. Il découvre alors qu'il peut tuer des personnes se trouvant près de lui, simplement par son pouvoir d'Art. Au moment d'utiliser le pilier par la face qu'il sait l'emmener à Kelsingra, il touche par inadvertance une autre face avec sa main recouverte d'Argent.
La vivenef Vivacia ne fait pas halte dans les îles Pirates, craignant que la reine Etta ne la force à rester à Partage de longues semaines, et poursuit son voyage jusqu'à Terrilville. Là, Braise a la joie immense de retrouver Lant, sauvé des mers par un bateau ayant quitté Clerres peu après le naufrage de Parangon. Vivacia reprend rapidement la mer, empruntant le fleuve du désert des Pluies pour atteindre Trahaug où le Mataf est à quai. Toute la cargaison de Vivacia est alors transférée sur le Mataf ainsi qu'une partie de son équipage. Ensuite, des tonneaux contenant de l'Argent sont apportés à Vivacia qui s'empresse de boire le liquide qui lui permet de se transformer en un dragon. Abeille, le Fou, Lant, Braise et Persévérance prennent place à bord du Mataf qui les transporte jusqu'à Kelsingra. Après quelques réjouissances, le clan d'Art envoyé par le roi Devoir pour guérir certains des habitants de la cité Ancienne les aide à voyager à travers un pilier d'Art jusqu'à Castelcerf.
Plusieurs jours après leur retour, alors qu'Ortie demande à Abeille d'abaisser ses murailles d'Art, cette dernière reçoit un message d'Art d'Œil-de-Nuit. Il lui apprend que son père n'est pas mort, qu'il a réussi à voyager par des piliers d'Art jusqu'au royaume des Montagne et qu'il se trouve près de Vérité-le-Dragon. Néanmoins, Fitz a été touché par une fléchette empoisonnée alors qu'il était à Clerres et a été ainsi infesté par des vers. Œil-de-Nuit lui dit que son père va bientôt en mourir et qu'il faut l'aider à sculpter une pierre des Anciens, comme l'avait fait Vérité en son temps, afin que ses souvenirs et une partie de lui survivent. Kettricken, Abeille, le Fou, Lant, Braise et Persévérance se rendent auprès de Fitz et lui procurent nourriture et soins, lui permettant  de poursuivre la sculpture d'un immense loup. N'ayant néanmoins plus assez d'énergie et de vie en lui pour la terminer, le Fou se joint à lui et tous deux fusionnent dans la sculpture.